# Beeldenroute

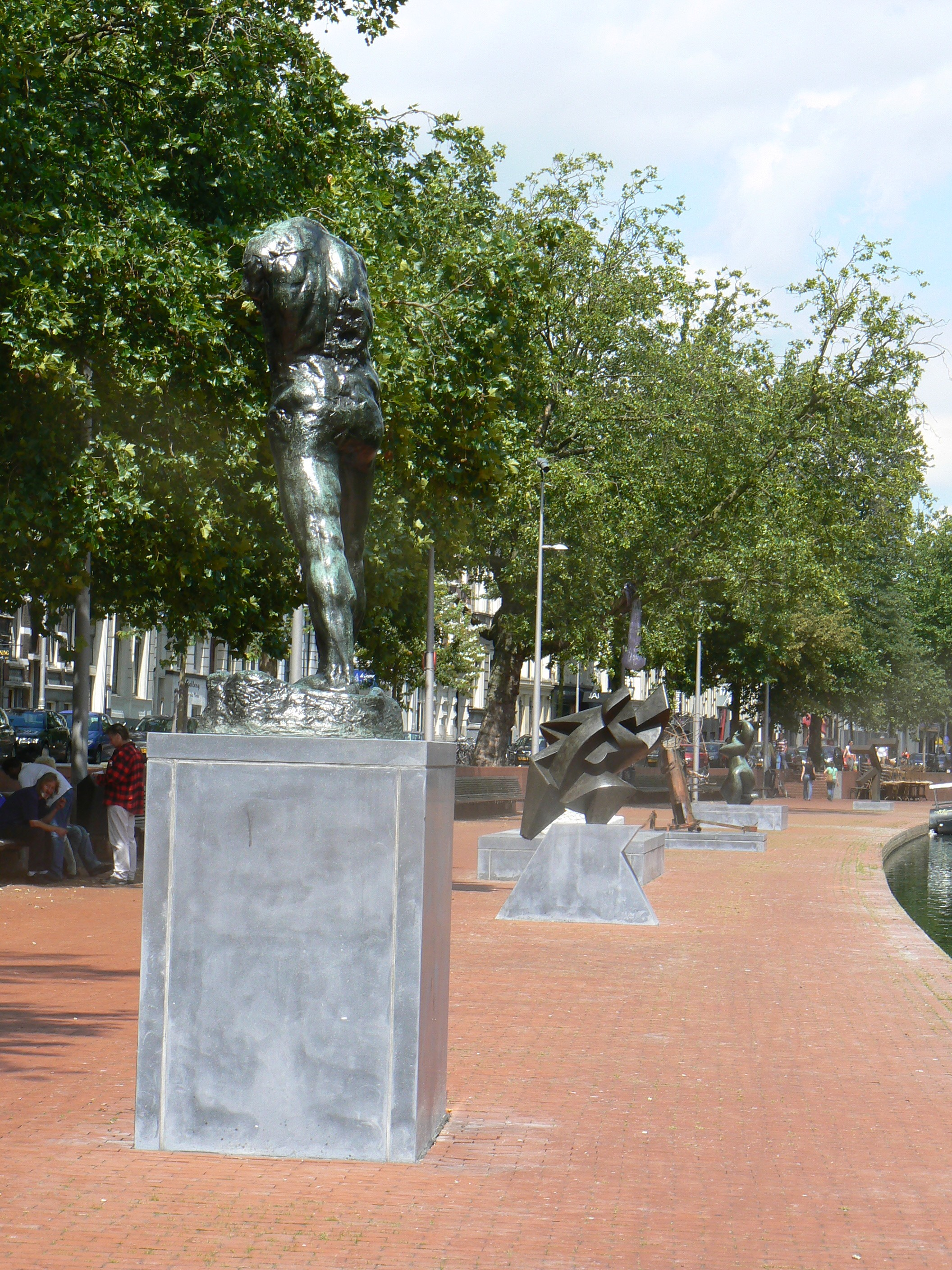
Westersingel, Rotterdam

Een beeldenroute is een parcours, een wandelroute, met een permanent karakter waarlangs beeldhouwwerken zijn geplaatst, die het beschouwen van kunst in de openbare ruimte tot een genoegen maakt. Dit kan in een stad zijn of in de vrije natuur. De benaming beeldenroute varieert veelvuldig: van kunstroute tot beeldenparcours.
Vaak worden bij beeldenroutes de sculpturen tijdens een beeldhouwerssymposium ter plekke door de kunstenaars gecreëerd.
In tegenstelling tot de situatie bij beeldenparken wordt geen entreegeld gevraagd en staat de kwaliteitsbewaking van de beeldencollectie niet onder toezicht van een museum of anderszins, met uitzondering wellicht van stedelijke beeldenroutes.
Beeldenroutes die slechts gedurende de zomermaanden worden georganiseerd als tijdelijke exposities (zoals In Den Haag : Den Haag Sculptuur, (Lange Voorhout), ArtZuid, Apollolaan in Amsterdam en in Parijs : Champs de la Sculpture) behoren gezien hun karakter niet tot de permanente routes.

## Voorbeelden in Nederland
- Beeldenroute Westersingel in Rotterdam, waar een deel wordt getoond van de Internationale Beelden Collectie.
- Beeldenroute Maliebaan in Utrecht, met beelden van inmiddels 17 vrouwelijke beeldhouwers.
- Beeldengalerij Haarlem, langs de Dreef en door de Haarlemmerhout met beelden van hedendaagse kunstenaars
- Beeldengalerij P. Struycken (de beeldengalerij voor Den Haag) Grote Markstraat, Kalvermarkt en Spui in Den Haag.
- Beeldenroute Zuiderpark Den Haag in het Zuiderpark, Den Haag.
- Beeldenroute Technische Universiteit Eindhoven op de campus van de universiteit in Eindhoven.
- Goudse beeldenroute in de binnenstad van Gouda: Turfsingel, Kattensingel, Blekerssingel en Fluwelensingel (beelden staan grotendeels aan de binnenstadszijde van de singels).
- De Semslinie Kunstlijn is een kunstproject van een achttal objecten gerealiseerd door diverse beeldend kunstenaars langs of nabij de Semslinie, de grens tussen de Nederlandse provincies Drenthe en Groningen.
- Kunstwegen is een netwerk van fietspaden langs beeldhouwwerken tussen de Duitse stad Nordhorn en het Nederlandse Zwolle, dat sinds het begin van de tachtiger jaren is ontstaan en vooral is gelegen langs en in de nabijheid van de rivier de Vecht. Meer dan 60 beelden, waaronder ook voorbeelden van land art, worden over een afstand van zeker 140 km via dit netwerk met elkaar verbonden. Veel internationaal befaamde beeldhouwers hebben aan dit project deelgenomen.
- Walk of Fean, beeldenroute in de plaats Heerenveen.

### Fotogalerij Nederland

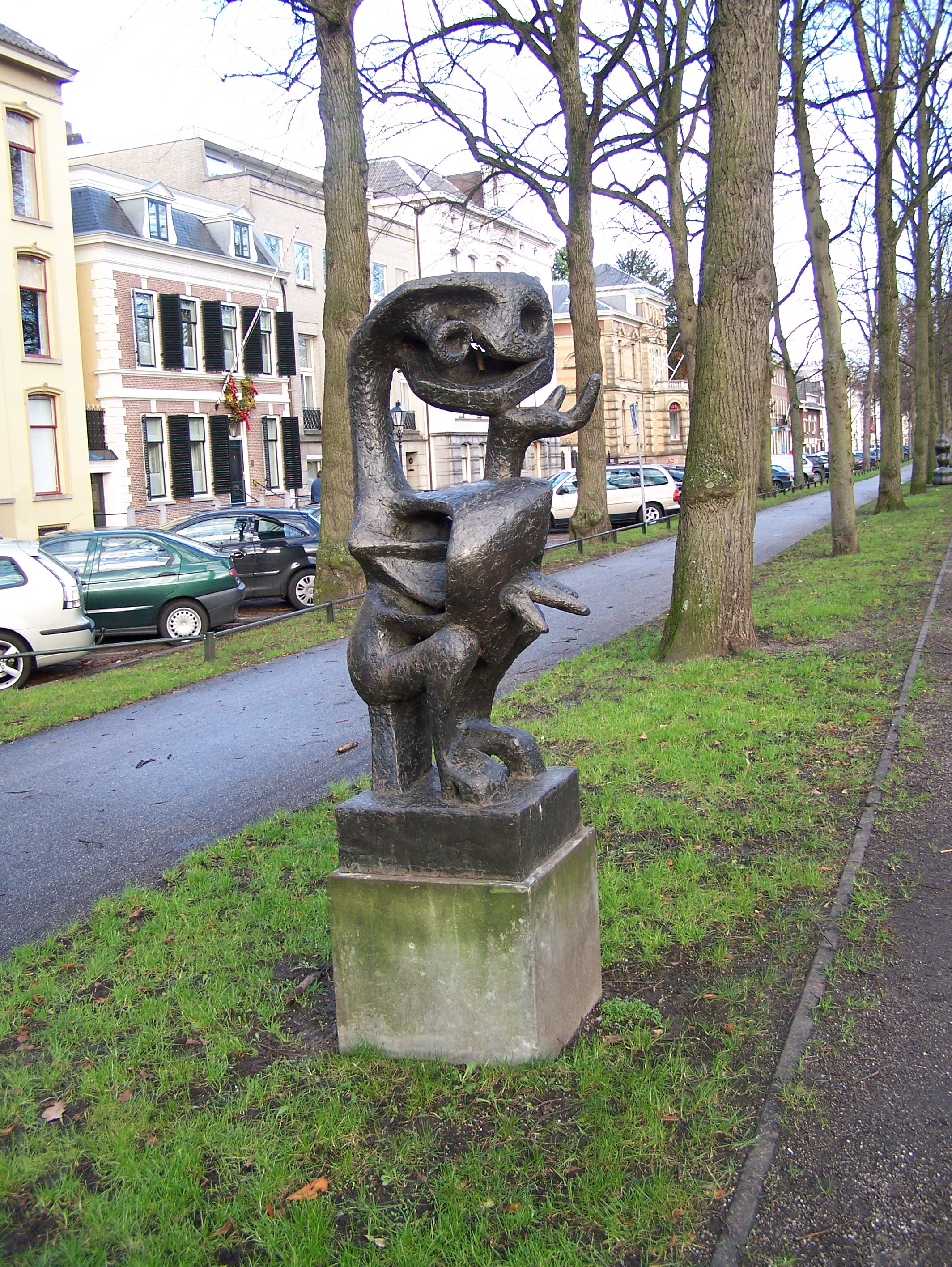
Beeldenroute Maliebaan, Utrecht
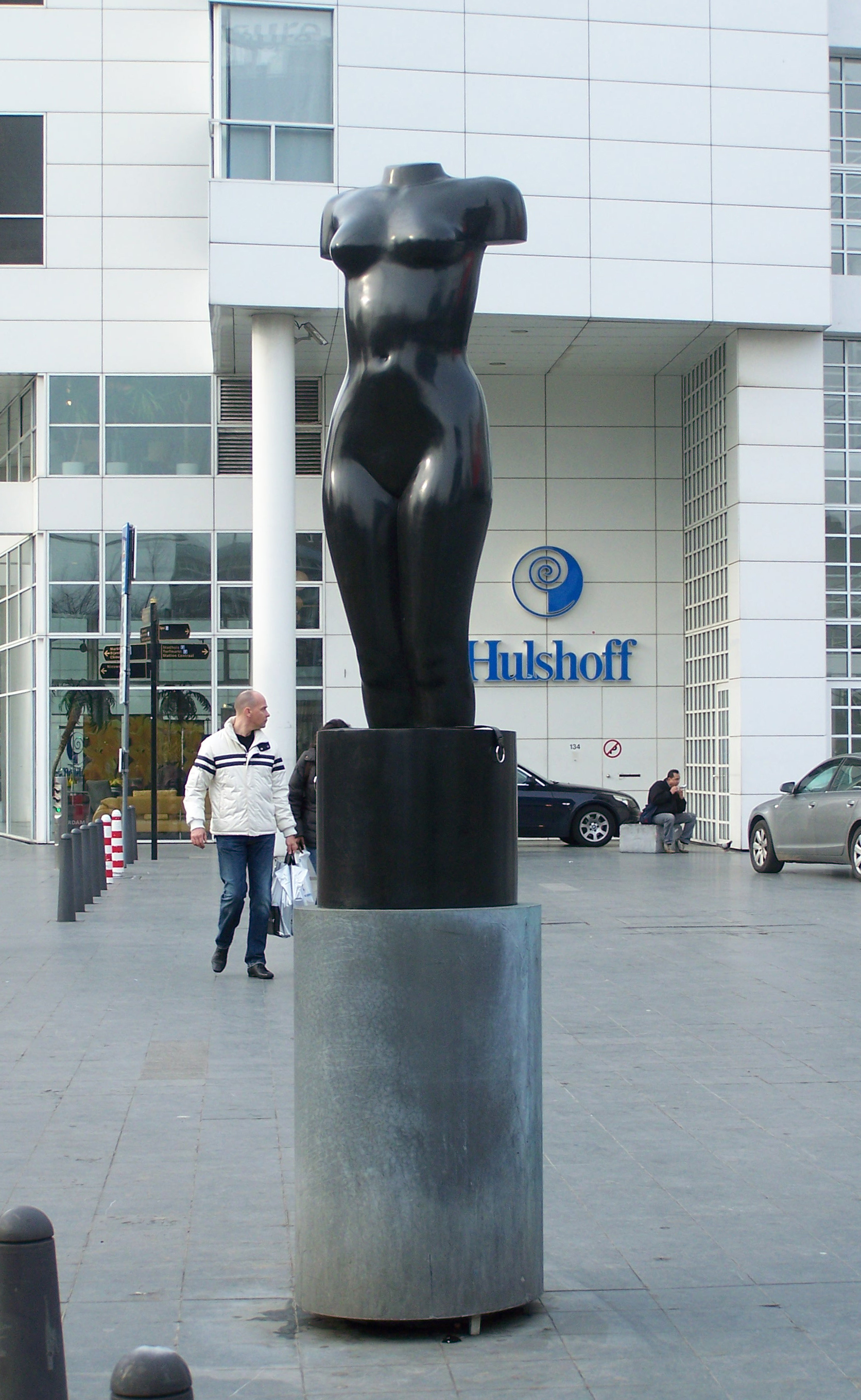
Beeldengalerij P. Struycken, Den Haag
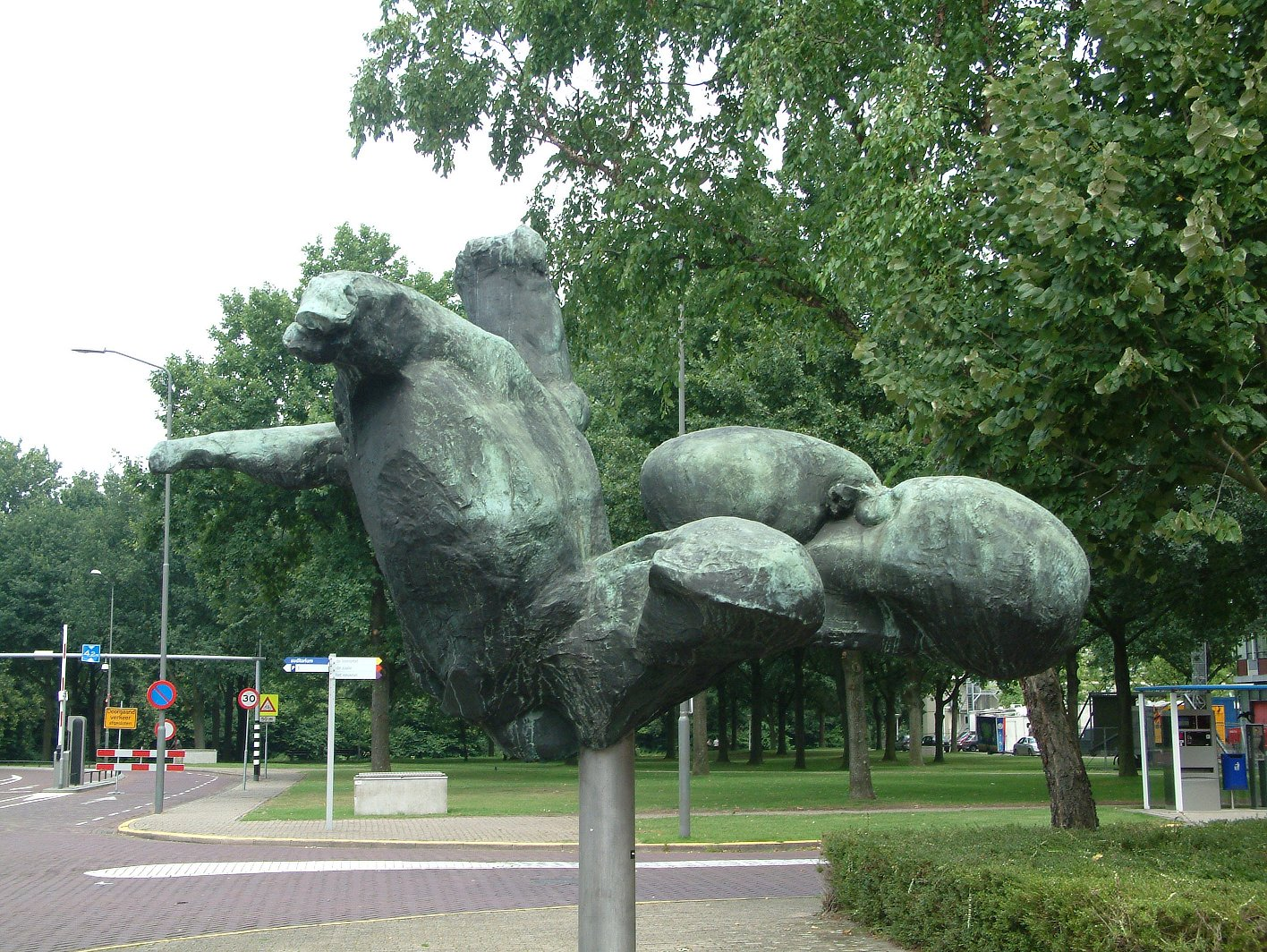
Beeldenroute TUe, Eindhoven
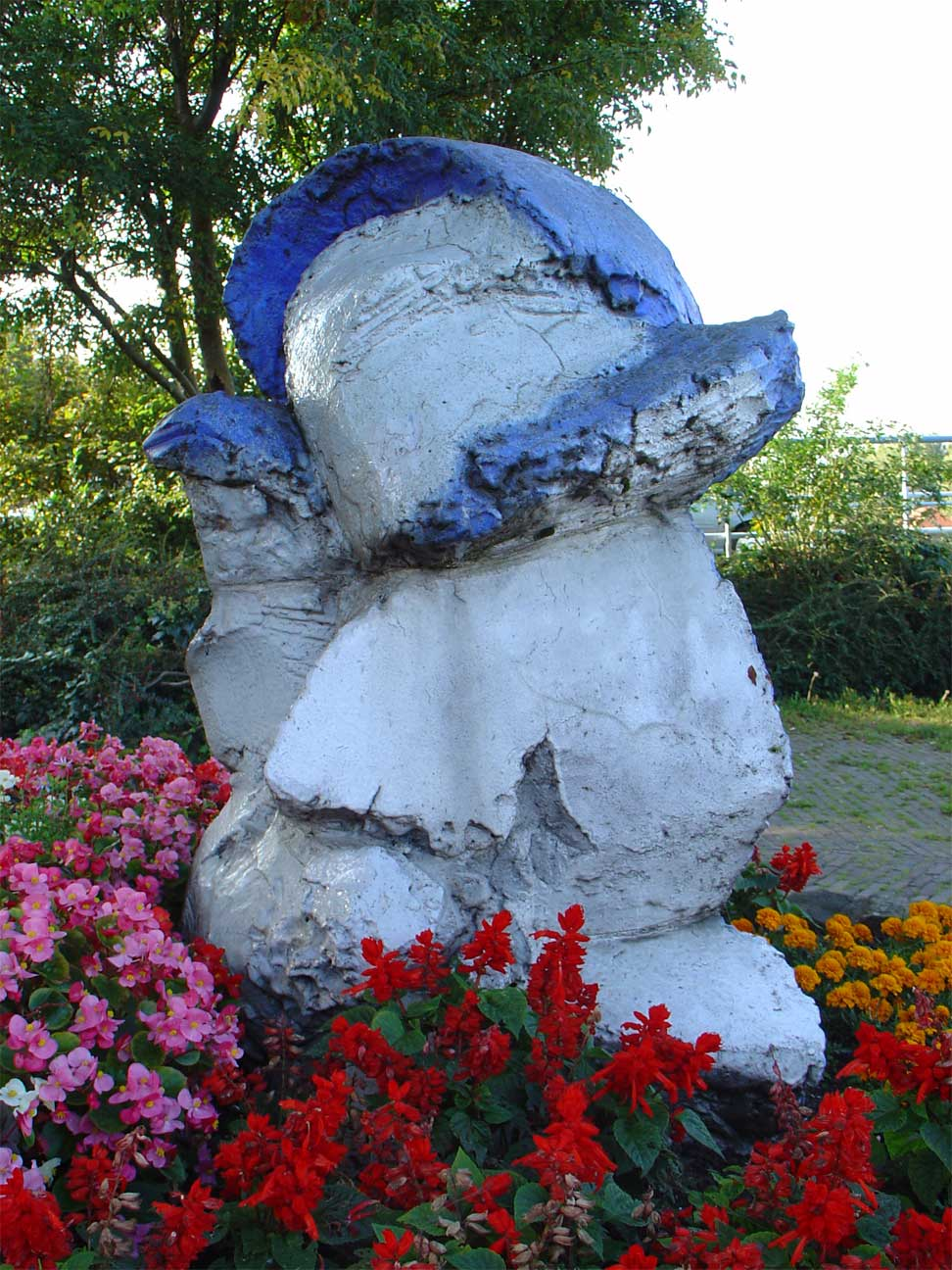
Goudse beeldenroute, Gouda

## Voorbeelden in Europa
- Een Europese beeldenroute is ontstaan na samenvoeging van verschillende beeldenroutes en beeldenparken in Duitsland, Frankrijk, Luxemburg en België, de zogenaamde Straße des Friedens.

### Duitsland
- De Skulpturenmeile Hannover is een ongeveer 1,5 km lange doorgaande verkeersweg in Hannover met acht monumentale sculpturen (van Niki de Saint Phalle tot Kenneth Snelson, vele, maar niet alle, uit metaal. De zeer van elkaar verschillende werken zijn bijna alle in de middenberm van de weg geplaatst.

- De Skulpturenmeile Mannheim langs de Augustaanlage in de binnenstad van Mannheim met 60 moderne en hedendaagse beeldhouwwerken.

- Menschenlandschaft Berlin is een in 1987 geïnstalleerd kunstproject in Berlijn-Kreuzberg. Het gaat hierbij om een beeldenroute, die van de Schlesischen Tor tot de May-Ayim-Ufer leidt, waarbij de wandelaar zeven beeldhouwwerken passeert. Het project is ontstaan tijdens een zogenaamd beeldhouwerssymposium.

- De Kunstweg MenschenSpuren is een beeldenroute in het Neanderthal, die begint bij het Neanderthal Museum aan de rivier de Düssel niet ver van Düsseldorf.

- De Brunnenmeile Duisburg is een unieke beeldenroute in het stadscentrum van Duisburg. De Brunnenmeile is ongeveer 1 km lang en bestaat uit 11 fonteinen, waarvan 6 nieuwe die zijn ontworpen door Duitse en enkele internationaal bekende beeldhouwers en 5 oude. De route, die werd voltooid in 1993, volgt van Oost naar west de voetgangerszône Königsstraße.

- De Straße der Skulpturen (St. Wendel) in de Duitse deelstaat Saarland met beelden van onder anderen: Alf Lechner, Karl Prantl, Robert Schad, Franz Xaver Ölzant en Shlomo Selinger. De beeldenroute is een onderdeel van de Straße des Friedens naar een idee van de beeldhouwer Otto Freundlich (1878-1943).

- Steine an der Grenze bij Merzig in de deelstaat Saarland. De beeldenroute is onderdeel van de Europese Straße des Friedens.

- De beeldenroute Steine am Fluss, een project van Konz en Saarburg in het district Trier-Saarburg in de deelstaat Rijnland-Palts. De beeldenroute is onderdeel van de Europese Straße des Friedens.

- De Skulpturenweg Salzgitter-Bad in de Duitse deelstaat Nedersaksen. Deelnemende beeldhouwers: Jean-Robert Ipoustéguy, Menashe Kadishman, Leo Kornbrust, James Reineking, Gerd Winner, Hiromi Akiyama, Franz Bernhard, Alf Lechner en Ulrich Rückriem. De beeldenroute is onderdeel van de Europese Straße des Friedens.

- De beeldenroute Skulpturenpark Johannisberg in Wuppertal.

- De Gießener Kunstweg sinds 1982, een beeldenroute op de campus van de Justus-Liebig-Universität in Gießen. 13 sculpturen in de openbare ruimte van Stephan Balkenhol, Per Kirkeby, Gerhard Marcks, Ernst Hermanns, Michael Croissant, Claus Bury, Karl Prantl, Hans Steinbrenner, Ulrich Rückriem en anderen.

- De beeldenroute Skulpturen-Rundgang Schorndorf in Schorndorf, Baden-Württemberg.

- De Wein-Panorama-Weg in Heilbronn, Baden-Württemberg.

- De beeldenroute Kunstpfad Universität Ulm in Ulm, (Baden-Württemberg)

- Het land art-project Waldskulpturenweg - Wittgenstein - Sauerland bij Schmallenberg (Hochsauerlandkreis)

- De Skulpturenufer Remagen is een beeldenroute op de linker Rijnoever bij de Duitse stad Remagen in de deelstaat Rijnland-Palts.

- Kunst-Landschaft is de buitencollectie van de Kunstverein & Stiftung Springhornhof in Neuenkirchen in de deelstaat Nedersaksen. Langs de sculpturen is een bewegwijzerde beeldenroute aangelegd.

- Kunst am Campus is een beeldenroute op de universiteitscampus van de Universität Augsburg in Augsburg

- Kirchheimer Kunstweg is een beeldenroute in Kirchheim unter Teck in Baden-Württemberg

- Skulpturenweg Seehaus Pforzheim is een beeldenroute bij Pforzheim in Baden-Württemberg

- Kunstpfad am Mummelsee is een beeldenroute rond de Mummelsee in Baden-Württemberg

In de laatste jaren zijn in heel Duitsland talrijke beeldenroutes ontstaan. Naast het esthetische aspect dient de aanleg van beeldenroutes uiteraard ook een economisch doel: het toerisme.

#### Fotogalerij Duitsland

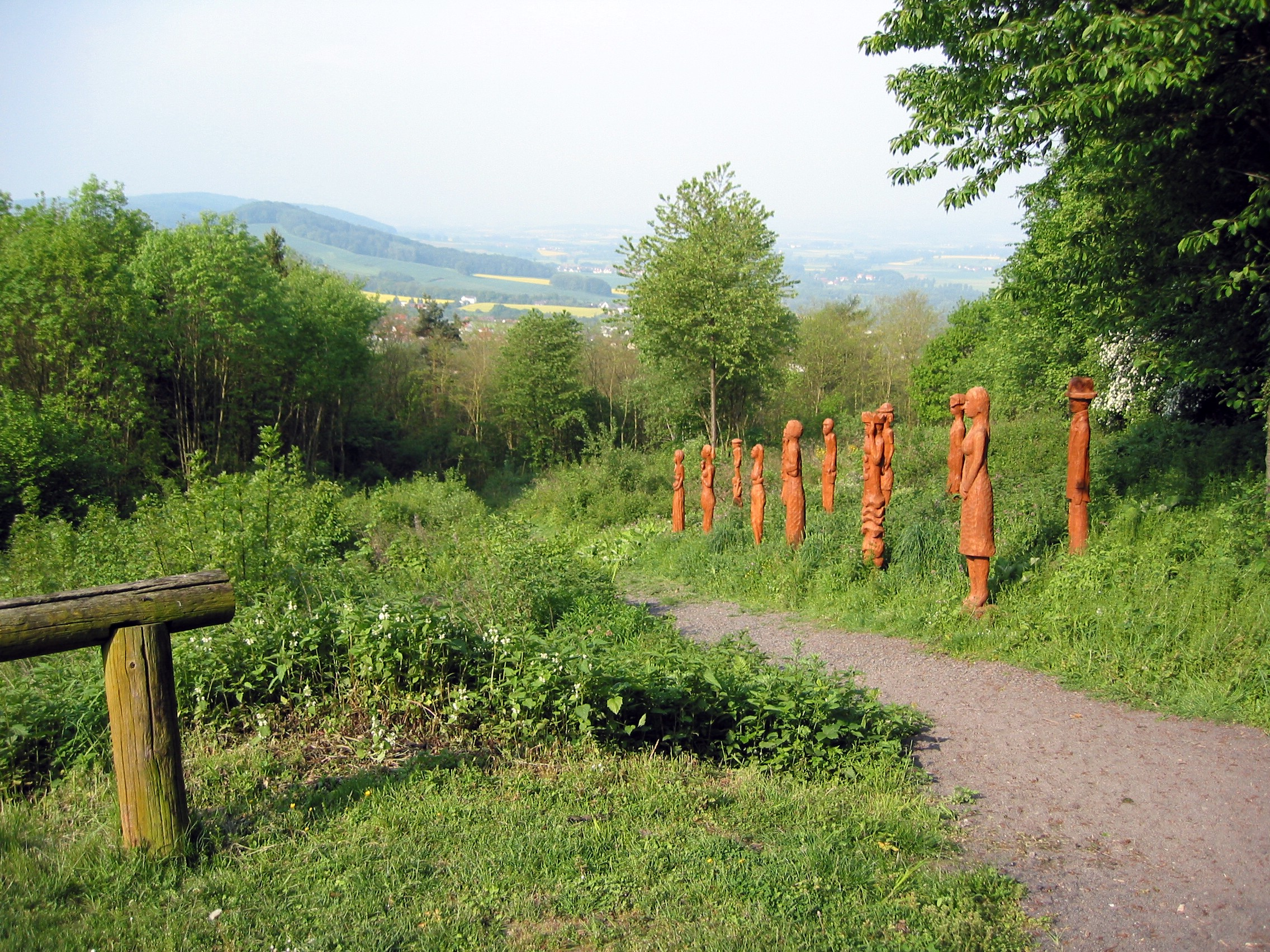
Kunstwanderweg Ars Natura bij Felsberg, Hessen
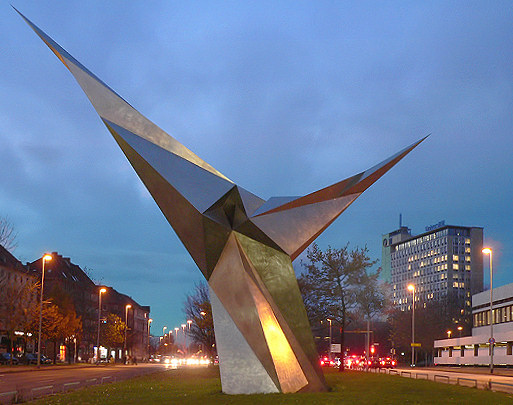
Skulpturenmeile Hannover met Stahlengel
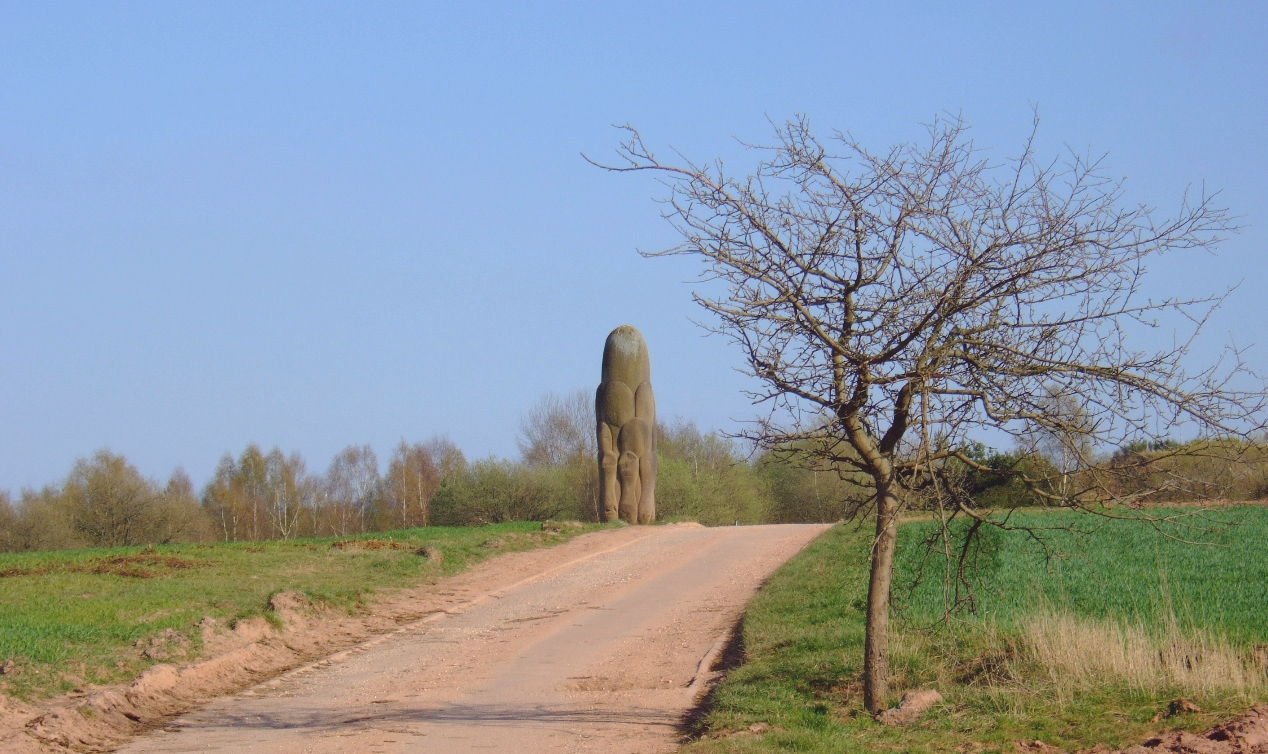
Straße der Skulpturen (St. Wendel)
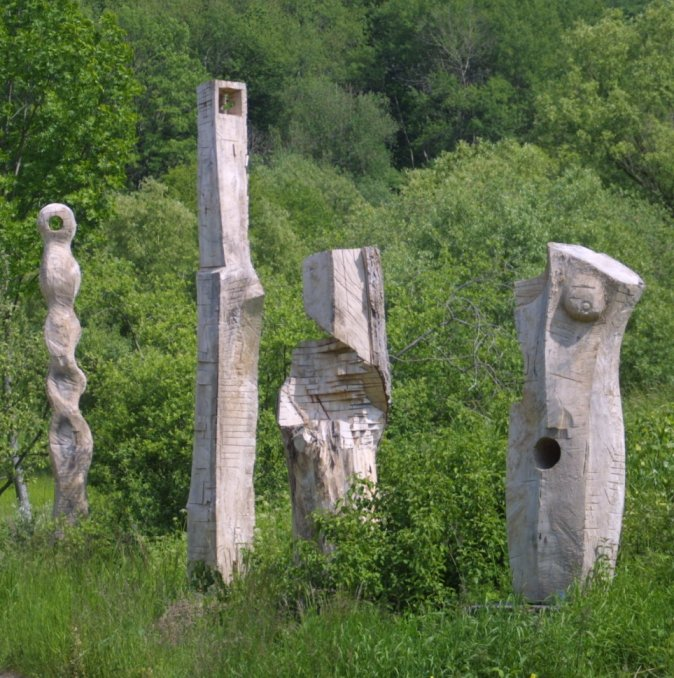
Fränkische Straße der Skulpturen

### Engeland
- Irwell Sculpture Trail in het Penninisch Gebergte, Cumbria

- Forest of Dean Sculpture Trail in het graafschap Gloucestershire

- Grizedale Forest in het Lake District

- Glenkiln Sculptures in Dumfries and Galloway (Schotland)

- South Bank Sculpture Stroll in Londen

- Cambridge Sculpture Trails in de universiteitsstad Cambridge, bestaande uit de drie beeldenroutes Trail 1: South Cambridge, Trail 2: City Center en Trail 3: West Cambridge

- Jerwood Sculpture Trail op het landgoed Ragley Hall in Alcester (Warwickshire)

- Sculpture Trail King's Wood is een beeldenroute bij Challock in het graafschap Kent

### Oostenrijk
- Donaulände (Linz) aan de oevers van de Donau in Linz

### Zweden
- Beeldenroute Katarina Bangata in Stockholm

### Zwitserland
- De Vättner Steinskulpturenweg in Vättis in het kanton Sankt Gallen
- De Kulturweg Baden-Wettingen-Neuenhof is een beeldenroute langs de rivier de Limmat in het kanton Aargau

## Anderen voorbeelden

### Australië
- Beeldenroute van de Universiteit van New South Wales in de hoofdstad Sydney van de Australische deelstaat New South Wales

### Mexico
- Ruta de la Amistad in Mexico ter gelegenheid van de Olympische Zomerspelen 1968
- Ruta Escultórica del Acero y del Cemento in de hoofdstad Monterrey van de Mexicaanse deelstaat Nuevo León